# Photograph (bài hát của Ed Sheeran)
"Photograph" là ca khúc của ca sĩ-nhạc sĩ người Anh Ed Sheeran trong album phòng thu thứ hai của anh, x. Sheeran đồng sáng tác bài hát với thành viên Johnny McDaid của Snow Patrol, người tạo ra đoạn loop piano mà từ đó bài hát phát triển. Sau nhiều khó khăn ban đầu, Sheeran nhờ cậy tới sự giúp đỡ của nhà sản xuất nhạc hip hop Jeff Bhasker và thành công trong việc tăng thêm sức sống cho bài hát. Với việc sử dụng guitar acoustic, piano và bộ trống điện tử, bản ballad đầy tâm trạng và dạt dào cảm xúc kể lại câu chuyện về mối tình xa cách đầy khắc khoải bằng lời hát cụ thể và rõ ràng.
Nhìn chung bài hát nhận được ý kiến phản hồi tích cực từ giới phê bình, đặc biệt là đối với lời bài hát và cách Sheeran sử dụng các hình ảnh. "Photograph" là đĩa đơn thứ năm và cuối cùng của album. Bài hát lọt vào top 5 tại trên năm quốc gia. Bài hát đạt vị trí thứ 10 tại Mỹ và là đĩa đơn thứ ba trong album lọt vào top 10 tại đây. Ở Anh, bài hát đạt vị trí thứ 15 và được chứng nhận bạch kim. Bài hát cũng được chứng nhận bạch kim hai lần tại Úc và Canada, và một bạch kim tại New Zealand và Ý.

## Bối cảnh và kết cấu bài hát

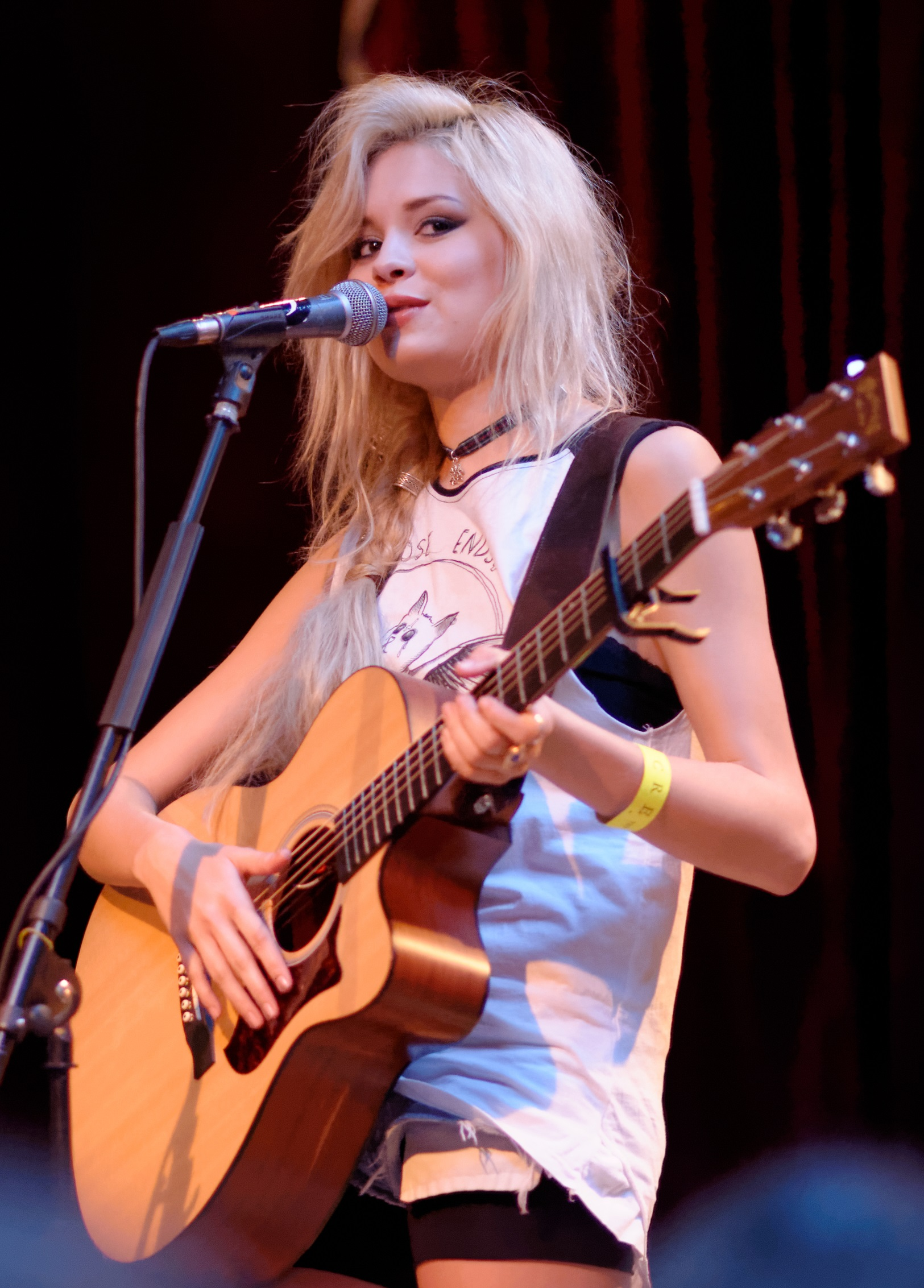
"Photograph" được lấy cảm hứng từ bạn gái cũ của Sheeran, nữ ca sĩ-nhạc sĩ Nina Nesbitt.

"Photograph" là một bản ballad acoustic với nhạc khí bao gồm guitar acoustic, piano, keyboard, guitar điện và bass, và trống điện tử. Bài hát bắt đầu với những tiếng guitar acoustic và nối tiếp bởi phím đàn piano, "cứ thế cho tới khi những tiếng trống cỡ lớn bắt đầu vang dội".
Vào tháng 5 năm 2012, Sheeran tham gia tour diễn của Snow Patrol với tư cách nghệ sĩ mở màn một số buổi diễn tại Bắc Mỹ. Johnny McDaid, một thành viên của nhóm, chính là người tạo nên đoạn loop piano dài ba nốt mà sau đó chính là tiền đề của "Photograph". Động cơ phát triển bài hát được thúc đẩy khi Sheeran, lúc này đang ở một khách sạn tại Kansas City, cứ ngân nga điệp khúc "loving can hurt, loving can hurt" trong lúc đoạn loop đang vang lên trên máy tính của McDaid. Sau bốn tiếng tiếp tục các hoạt động cá nhân trong lúc lên ý tưởng cho bài hát, Sheeran liền lấy cây guitar của anh ra và họ chính thức bắt đầu xây dựng nó; McDaid cũng thêm phần nhạc nền cho bài hát. Theo Sheeran, họ chỉ mất nửa tiếng để hoàn thành công việc soạn nhạc cho bài hát. Cả hai chỉ thực sự nhận ra những gì họ đã tạo ra chỉ sau khi nghe thử lại vào ngày hôm sau và cuối cùng quyết định ghi âm nó.
Theo Sheeran, anh có lẽ đã thu bài hát 60 hay 70 lần theo nhiều phiên bản khác nhau từ hát trực tiếp tới phiên bản có tiếng đệm piano đi kèm. Anh cũng thu âm với nhiều nghệ sĩ khác ngoài McDaid ra như Jake Gosling, người sản xuất phần lớn album +, và Rick Rubin, người cũng có nhiều đóng góp cho album x. Tuy nhiên những phiên bản này không làm anh thỏa mãn và anh quyết định nhờ sự giúp đỡ từ Jeff Bhasker. Sự cộng tác này đem lại hiệu quả tích cực và Bhasker tiếp tục hoàn thiện và chau chuốt cho bản thu trong vài tháng sau đó cho tới khi họ cảm thấy hoàn hảo. Sheeran coi "Photograph" là bản thu đầu tiên được hoàn thiện một cách chuẩn mực cho sản phẩm phòng thu tiếp theo.
Lời bài hát kể về một mối tình xa cách với những chi tiết như khi nhân vật chính nhớ về lúc anh và người con gái của mình trao nụ hôn "bên dưới ánh đèn đường, trên con phố thứ 6", hay khi cô gái ấy giữ những tấm ảnh của anh "trong túi quần jeans rách [của cô ấy]". Trong một buổi phỏng vấn trên đài phát thanh, Sheeran xác nhận "Photograph" lấy cảm hứng từ một cô gái tên Nina, cùng tên với một bài hát trong album x. Nina này chính là Nina Nesbitt, ca sĩ-người viết ca khúc người Edinburgh, Scotland, người anh từng hẹn hò trong khoảng một năm.

## Phát hành
Vào tháng 2 năm 2013, Sheeran biểu diễn bản demo của "Photograph" trên một đài phát thanh của Đức. Sheeran khẳng định "Photograph" là một trong những bài hát tuyệt nhất album và có thể thay đổi con đường sự nghiệp của anh. Theo Sheeran, "Photograph" sẽ là bài hát "song hành" cùng album, bài hát mà vẫn có thể giúp "[album] tiêu thụ được" nếu các track còn lại không đủ sức hút.
Bài hát được phát hành dưới dạng tải kĩ thuật số "instant grat" trên iTunes Store vào ngày 20 tháng 6 năm 2014, đóng vai trò đĩa đơn thứ bảy từ album x. Vào ngày 22 tháng 4 năm 2015 Sheeran thông báo trên Twitter rằng "Photograph" sẽ là đĩa đơn chính thức tiếp theo của x. Vào ngày 11 tháng 5 năm 2015 bài hát ra mắt dưới định dạng hot adult contemporary, và ngày hôm sau dưới định dạng contemporary hit radio. Bài hát cũng là single cuối của album.

## Ý kiến phê bình
Sau khi album x ra mắt, "Photograph" nhận được khá nhiều ý kiến phê bình tích cực. Trong bài đánh giá x qua từng track trên Billboard, Jason Lipshutz cho rằng đoạn "Loving can hurt sometimes/But it's the only thing that I know" của "Photograph" là đoạn lời "trụ cột của cả album". Capital FM khen ngợi bài hát "đẹp một cách ám ảnh" và bài ca của "một cô gái chờ người cô yêu trở về nhà". Sarah Rodman của The Boston Globe cũng cùng chung quan điểm khi cho rằng bài hát thật "ám ảnh" "khiến bạn rùng mình với sự du dương" [của nó]. Cách Sheeran sử dụng hình ảnh tượng trưng trong lời bài hát được Jamieson Cox của Time đánh giá cao.
Neil McCormick của tờ Daily Telegraph nhận xét rằng Ed Sheeran "có thể nhẹ nhàng chuyển tông" trong suốt cả album, còn bài hát là một "bản ballad sâu lắng". Lipshutz miêu tả cách hát của Ed Sheeran là "giản dị" qua tiếng guitar "ngập ngừng". Katy Empire của The Guardian gọi "Photograph" là một bản "ballad có sức ảnh hưởng", còn cách sáng tác lời của Sheeran như thể "được tính toán cụ thể". Trên MusicOHM, John Murphy thấy rằng dù "nó không hề tệ", "Photograph" vẫn hơi "thận trọng và đầy nghi ngờ", cho rằng nó giống một bài hát "nhạc phim cho một cảnh lột tả cảm xúc trong các loạt phim truyền hình Mỹ".
Trong bài viết phân tích lời bài hát trong album, Annie Zaleski của The A.V. Club nhận xét rằng sự tự ý thức về bản thân của Sheeran "bao trùm phần còn lại" của album, ví dụ như việc nói về cảm xúc nhớ nhà trong "Photograph". Trong khi đó, Carolyn Menyes của Music Times viết về ca khúc như sau rằng "trong bố cục rộng hơn của x, 'Photograph' dường như không mấy hài hòa về mặt câu từ", và chỉ ra rằng phần lớn album khám phá "những cảm xúc của người tình bị coi khinh, người yêu cũ lừa dối và chút phóng túng cuộc đời" và bình luận thêm rằng: "'Photograph' là trong số những bài hát đẹp một cách giản dị của Sheeran."
Sự góp mặt của McDaid cũng được nhắc tới. Kevin Harly của The Independent viết: "Nếu bạn không biết rằng Johnny McDaid của Snow Patrol sản xuất bản ballad 'Photograph', những bước đi nặng nề dửng dưng đầy sáo rỗng về lý do vì sao yêu đương 'có thể gây tổn thương' và 'hàn gắn' sẽ nói cho bạn biết". Dave Hanratty của Drowned in Sound nhấn mạnh: "... 'Photograph' ngọt ngào giả tạo... được đồng sáng tác và sản xuất bởi một thành viên của Snow Patrol chẳng làm ai bất ngờ, nếu biết rằng bài hát đi theo lối sáng tác lời gây nhức nhối con tim một cách cứng nhắc. Ít nhất nó cũng lay động cảm xúc đấy chứ."

## Diễn biến xếp hạng

"Photograph" đứng thứ 18 trên Spotify về lượng phát cho bài hát ở thể loại sleep.

Nếu tính tới tỉ lệ streaming thì tất cả 12 track của album, bao gồm cả "Photograph", đều có vị trí trên UK Singles Chart. "Photograph" xuất phát ở vị trí số 44 trên vào ngày 5 tháng 7 năm 2014, 10 tháng trước khi đĩa đơn ra mắt. Bài hát đạt vị trí 15 và có 40 tuần tính tới 27 tháng 8 năm 2015. Vào ngày 31 tháng 7 năm 2015, British Phonographic Industry trao cho đĩa đơn chứng nhận vàng, đồng nghĩa với việc cán mốc 400.000 bản.
Tại Hoa Kỳ bài hát đạt được vị trí 15 trên Billboard Hot 100 và giúp Sheeran trở thành một trong không nhiều nghệ sĩ nam trong thập niên 2010 có 4 đĩa đơn trong một album có mặt ở top 20. Ở nhiều bảng xếp hạng khác như Mainstream Top 40, đĩa đơn lọt vào the top 10 ngày 29 tháng 8 năm 2015, trở thành bài hát thứ tư từ album đạt được thành công này. Vào ngày 21 tháng 7 năm 2015, Hiệp hội Công nghiệp ghi âm Hoa Kỳ chứng nhận vàng cho single, chỉ ra mức doanh thu 500.000 bản. Ngoài ra bài hát vươn tới top 5 tại Áo, Bỉ, Canada, Ireland và Nam Phi.
Vào tháng 4 năm 2015, công ty truyền dữ liệu âm nhạc thương mại Spotify công bố báo cáo về các bài hát được stream nhiều nhất trên toàn thế giới ở thể loại "Sleep" (những bài hát tạo sự êm dịu, sảng khoái và giúp bạn thư giãn). "Photograph" đứng thứ 18 để cùng 6 bài hát khác của Sheeran tại vị trong top 20. Tim Dowling của The Guardian cho rằng thống kê trên cho thấy bài hát "rất nổi tiếng, hơi hơi êm dịu [...] giữ vị thế vững vàng trong danh sách những bài hát đưa bạn vào giấc ngủ".

## Kiện tụng
Vào ngày 9 tháng 6 năm 2016, Sheeran bị hai tác giả Martin Harrington và Thomas Leonard của bài hát "Amazing" đòi bồi thường 20 triệu đôla vì đạo nhạc. Vụ kiện sau đó đã được bí mật dàn xếp vào tháng 4 năm 2017 với kết quả Ed Sheeran vô tội.

## Video âm nhạc

Video âm nhạc phần nào cho người ta biết lý do vì sao Sheeran "mê mẩn Lego đến vậy".

Video của "Photograph" do Emil Nava đạo diễn, và ra mắt vào ngày 9 tháng 5 năm 2015. Video sử dụng những thước phim do gia đình quay và kể lại từ thời thơ ấu cho tới khi trưởng thành của Ed Sheeran. Những clip này do Sheeran nhận lại từ cha anh và chủ yếu được tổng hợp lại thành các DVD làm quà Giáng sinh của gia đình. Sheeran nói anh không có nhiều thời gian để quay video vì vậy anh tìm tới những thước phim này và nghĩ rằng nó sẽ thích hợp cho một video âm nhạc.
Trong video Sheeran chơi nhiều nhạc cụ như piano, cello, guitar bass, guitar acoustic và trống, cho thấy hứng thú với âm nhạc của anh bắt đầu từ khi còn rất nhỏ. Video cũng cho người xem hiểu hơn về những sở thích khác của Sheeran như đồ chơi lego, đồ vật có trong tên đĩa đơn "Lego House" phát hành năm 2011, hay hứng thú với mèo, loài vật gắn bó với mật thiết với anh (trên hình xăm, bìa đĩa, logo, trong video của "Drunk" và một bài hát). Một cảnh khi Sheeran đang hát rong ở Galway, Ireland, cũng xuất hiện, cũng clip gần cuối khi Sheeran biểu diễn tại một lễ hội âm nhạc.
Đánh giá về video trên Music Times, Ryan Book cho rằng cách lựa chọn kiểu làm video này đi ngược lại với tên của bài hát. Daniel Kreps của Rolling Stone gợi lại Kurt Cobain: Montage of Heck, bộ phim tài liệu về thành viên nhóm Nirvana và biểu tượng rock thập niên 90 Kurt Cobain.

## Danh sách track
- Đĩa đơn CD[45]

1. "Photograph" – 4:19
2. "I Will Take You Home" – 3:59

| Tải kĩ thuật số — Remix | Tải kĩ thuật số — Remix           | Tải kĩ thuật số — Remix |
| STT                     | Nhan đề                           | Thời lượng              |
| ----------------------- | --------------------------------- | ----------------------- |
| 1.                      | "Photograph" (Felix Jaehn Remix)  | 3:22                    |
| 2.                      | "Photograph" (Jack Garratt Remix) | 4:06                    |
| Tổng thời lượng:        | Tổng thời lượng:                  | 7:28                    |

## Credit và nhận sự của bài hát
Credit lấy từ liner note mặt sau của album x:
- Ed Sheeran – giọng, sáng tác bài hát, guitar acoustic
- Johnny McDaid - sáng tác bài hát
- Jeff Bhasker - sản xuất, piano, keyboard, guitar bass điện
- Emile Haynie - sản xuất phụ, programming
- Tyler Sam Johnson - engineering, guitar điện, programming trống
- Mark "Spike" Stent - mixing
- Geoff Swan - engineering
- Davide Rossi - hòa âm bộ dây
- Stuart Hawkes - mastering

## Xếp hạng
| Bảng xếp hạng (2014–15)                         | Vị trí cao nhất |
| ----------------------------------------------- | --------------- |
| Úc (ARIA)                                       | 9               |
| Áo (Ö3 Austria Top 40)                          | 4               |
| Bỉ (Ultratip Flanders)                          | 5               |
| Bỉ (Ultratop 50 Wallonia)                       | 16              |
| Brasil (Billboard Brasil Hot 100)               | 20              |
| Canada (Canadian Hot 100)                       | 4               |
| Canada AC (Billboard)                           | 1               |
| Canada CHR/Top 40 (Billboard)                   | 3               |
| Canada Hot AC (Billboard)                       | 1               |
| Cộng hòa Séc (Rádio Top 100)                    | 26              |
| Cộng hòa Séc (Singles Digitál Top 100)          | 12              |
| Đan Mạch (Tracklisten)                          | 8               |
| Euro Digital Songs (Billboard)                  | 6               |
| Pháp (SNEP)                                     | 9               |
| Trường songid là BẮT BUỘC CHO BẢNG XẾP HẠNG ĐỨC | 4               |
| Hy Lạp Digital Songs (Billboard)                | 5               |
| Hungary (Single Top 40)                         | 12              |
| Hungary (Stream Top 40)                         | 32              |
| Ireland (IRMA)                                  | 3               |
| Ý (FIMI)                                        | 26              |
| Liban (Lebanese Top 20)                         | 20              |
| Luxembourg Digital Songs (Billboard)            | 1               |
| México Airplay (Billboard)                      | 21              |
| Mexico Ingles Airplay (Billboard)               | 1               |
| Hà Lan (Dutch Top 40)                           | 33              |
| Hà Lan (Single Top 100)                         | 30              |
| New Zealand (Recorded Music NZ)                 | 8               |
| Na Uy (VG-lista)                                | 32              |
| Ba Lan (Dance Top 50)                           | 16              |
| Ba Lan (Polish Airplay Top 100)                 | 16              |
| Bồ Đào Nha Digital Songs (Billboard)            | 4               |
| Scotland (OCC)                                  | 12              |
| Slovakia (Rádio Top 100)                        | 1               |
| Slovakia (Singles Digitál Top 100)              | 10              |
| Slovenia (SloTop50)                             | 1               |
| Nam Phi (EMA)                                   | 3               |
| Tây Ban Nha (PROMUSICAE)                        | 13              |
| Thụy Điển (Sverigetopplistan)                   | 20              |
| Thụy Sĩ (Schweizer Hitparade)                   | 4               |
| Anh Quốc (OCC)                                  | 15              |
| Hoa Kỳ Billboard Hot 100                        | 10              |
| Hoa Kỳ Adult Contemporary (Billboard)           | 3               |
| Hoa Kỳ Adult Pop Airplay (Billboard)            | 1               |
| Hoa Kỳ Dance/Mix Show Airplay (Billboard)       | 14              |
| Hoa Kỳ Pop Airplay (Billboard)                  | 5               |

| Bảng xếp hạng (2015)                       | Vị trí |
| ------------------------------------------ | ------ |
| Úc (ARIA)                                  | 33     |
| Áo (Ö3 Austria Top 40)                     | 18     |
| Bỉ (Ultratop 50 Wallonia)                  | 64     |
| Canada (Canadian Hot 100)                  | 16     |
| Đan Mạch (Tracklisten)                     | 37     |
| Pháp (SNEP)                                | 81     |
| Đức (Official German Charts)               | 18     |
| Ireland (IRMA)                             | 17     |
| Ý (FIMI)                                   | 58     |
| Hà Lan (Single Top 100)                    | 57     |
| Hà Lan (Dutch Top 40)                      | 131    |
| New Zealand (Recorded Music NZ)            | 26     |
| Slovenia (SloTop50)                        | 22     |
| Tây Ban Nha (PROMUSICAE)                   | 58     |
| Thụy Điển (Sverigetopplistan)              | 40     |
| Thụy Sĩ (Schweizer Hitparade)              | 22     |
| Anh Quốc Singles (Official Charts Company) | 29     |
| Hoa Kỳ Billboard Hot 100                   | 34     |
| Hoa Kỳ Adult Contemporary (Billboard)      | 16     |
| Hoa Kỳ Adult Top 40 (Billboard)            | 7      |
| Hoa Kỳ Mainstream Top 40 (Billboard)       | 21     |
| Bảng xếp hạng (2016)                       | Vị trí |
| Đan Mạch (Tracklisten)                     | 70     |
| Ý (FIMI)                                   | 66     |
| Slovenia (SloTop50)                        | 1      |
| Tây Ban Nha (PROMUSICAE)                   | 86     |
| Thụy Điển (Sverigetopplistan)              | 86     |
| Thụy Sĩ (Schweizer Hitparade)              | 37     |
| Hoa Kỳ Adult Contemporary (Billboard)      | 13     |

## Chứng nhận
| Quốc gia | Chứng nhận  | Số đơn vị/doanh số chứng nhận |
| --- | ----------- | ----------------------------- |
| Úc (ARIA) | 3× Bạch kim | 210.000‡                      |
| Áo (IFPI Áo) | Vàng        | 15.000‡                       |
| Bỉ (BEA) | Vàng        | 10.000‡                       |
| Canada (Music Canada) | 5× Bạch kim | 0‡                            |
| Đan Mạch (IFPI Đan Mạch) | 2× Bạch kim | 120.000^                      |
| Đức (BVMI) | 3× Vàng     | 450.000‡                      |
| Ý (FIMI) | 4× Bạch kim | 200.000‡                      |
| New Zealand (RMNZ) | 2× Bạch kim | 30.000*                       |
| Tây Ban Nha (PROMUSICAE) | 2× Bạch kim | 80.000‡                       |
| Thụy Điển (GLF) | Bạch kim    | 20.000‡                       |
| Thụy Sĩ (IFPI) | Bạch kim    | 30.000‡                       |
| Anh Quốc (BPI) | 2× Bạch kim | 1.200.000‡                    |
| Hoa Kỳ (RIAA) | 2× Bạch kim | 2.000.000‡                    |
| * Chứng nhận dựa theo doanh số tiêu thụ. ^ Chứng nhận dựa theo doanh số nhập hàng. ‡ Chứng nhận dựa theo doanh số tiêu thụ và phát trực tuyến. |             |                               |

## Lịch sử phát hành
| Khu vực  | Ngày                | Định dạng                 | Hãng đĩa |
| -------- | ------------------- | ------------------------- | -------- |
| Hoa Kỳ   | 11 tháng 5 năm 2015 | Hot adult contemporary    | Atlantic |
| Hoa Kỳ   | 12 tháng 5 năm 2015 | Contemporary hit radio    | Atlantic |
| Ý        | 22 tháng 5 năm 2015 | Phát thanh mainstream     | Atlantic |
| Đức      | 12 tháng 6 năm 2015 | Đĩa đơn CD                | Asylum   |
| Anh Quốc | 30 tháng 6 năm 2015 | Tải kỹ thuật số (Remixes) | Atlantic |